# رأس إجري
رأس إجِرِّي قرية مغربية ومركز جماعة رأس إجري القروية التابعة لإقليم الحاجب. تقع رأس إجري جنوب مكناس. بلغ عدد سكانها 6 502 نسمة (إحصاء 1435).